# Walter Riezler
Pour les articles homonymes, voir Riezler.
Walter Riezler, né le 2 octobre 1878 à Munich et mort le 22 janvier 1965 à Munich, est un archéologue et musicologue allemand.

## Biographie
Walter Riezler étudie l'archéologie, la philologie, l'histoire de l'art et la philosophie à Munich. Il a eu comme professeur Adolf Furtwängler pour l'archéologie. Il a fait une thèse de doctorat sur l'art de l'Attique à l'époque classique. Riezler a été membre du Deutscher Werkbund (en français, l'Association allemande des artisans) fondé en 1907 à Munich par Hermann Muthesius, pour la promotion de l'innovation dans les arts appliqués et l'architecture au travers d'une meilleure conception et de l'artisanat. Plus précisément, il fut directeur de rédaction du magazine Die Form (1922, 1927–1933). De 1913 à son renvoi en 1933/1934, il fut directeur du Städtisches Museum Stettin, un musée à Settin (actuellement Szczecin en Pologne). Il écrivit plusieurs livres importants sur l'art de la Grèce antique. Comme il était un défenseur de l'art moderne, il fut démis de toutes ses fonctions à l'arrivée des nazis. Par la suite, il s'est tourné vers la musicologie. Il a écrit une  biographie sur Ludwig van Beethoven préfacée par Wilhelm Furtwängler — le fils de son professeur à Munich — et traduite dans plusieurs langues. En 1946, il est de venu professeur d'histoire de l'art à l'université de Munich.